# Cristoforo Madruzzo
Cristoforo Madruzzo (Castel Madruzzo, 5 luglio 1512 – Tivoli, 5 luglio 1578) è stato un cardinale italiano, principe vescovo di Trento nel corso del XVI secolo.

## Biografia
Figlio secondogenito di Giovanni Gaudenzio e Eufemia von Spornberg, di famiglia della nobiltà tirolese, nacque a Castel Madruzzo il 5 luglio 1512.
Nonostante fosse stato di madrelingua tedesca la sua formazione era però tipicamente umanistica e in lingua italiana, avendo studiato Lettere, Filosofia e Giurisprudenza prima all'Università degli Studi di Padova e successivamente a Bologna. Divenuto canonico, intraprese la carriera ecclesiastica grazie all'aiuto e alla protezione di Bernardo Clesio, vescovo di Trento.
Alla morte del cardinale Clesio, avvenuta nel 1539, il capitolo di Trento nominò Madruzzo vescovo della città, nonostante egli fosse molto giovane (aveva infatti 27 anni). Come vescovo e uomo legato alla corte imperiale dimostrò una discreta capacità politica e diplomatica, lavorando al servizio di Carlo V d'Asburgo e della sua idea di Impero Universale, la cui unità derivava dall'appartenenza alla Cristianità, nonostante le sempre maggiori lacerazioni dovute alla Riforma protestante.
Sul piano interno, da principe trentino cercò di normalizzare i rapporti tra i Conti del Tirolo (che tentavano di inglobare il Principato trentino tra i loro territori) e il capitolo di Trento, che lui presiedeva in qualità di vescovo della città.  Nel 1542 aggiunse alla cattedra di Trento anche quella di Bressanone. Il 7 gennaio 1545 venne nominato cardinale da papa Paolo III.
Nello stesso anno, il 13 dicembre, si aprì nel capoluogo trentino il Concilio di Trento, del quale fu uno degli organizzatori, sulle orme del predecessore Clesio. Anche in vista del concilio, Madruzzo continuò l'opera di rinnovamento urbanistico, architettonico e viario di Trento e della campagna trentina. Cristoforo fece costruire Palazzo delle Albere in riva all’Adige e una villa accanto alla cascata del Fersina, oggi Villa Madruzzo. Tuttavia, egli lasciò anche un'eredità piuttosto pesante nelle finanze del piccolo Principato.
Oltre a curare gli aspetti logistici, Madruzzo intervenne nel dibattito conciliare, sostenendo come priorità da affrontare la riforma della disciplina e dei canoni di comportamento degli ecclesiastici, mentre proponeva di rimandare ad un secondo tempo la trattazione dei dogmi. Questo lo portò a scontrarsi con i cardinali legati alla curia di Roma, in particolare con il legato pontificio, il cardinale Gian Maria Ciocchi del Monte.
Come premio per aver ospitato il Concilio, il Papa gli assegnò il Feudo di Soriano nel Cimino dove egli iniziò i lavori per la costruzione di una magnifica costruzione oggi nota come "Papacqua" o Palazzo Chigi Albani a cui collaborarono anche il Vignola e altri celebri architetti dell'epoca.
Madruzzo si spese inoltre per la diffusione delle Sacre Scritture e dei testi di preghiera nelle diverse lingue europee, in particolare in tedesco, a scapito del latino. Alla morte di Paolo III (1550) partecipò al conclave in cui fu eletto papa il suo maggior avversario, proprio il cardinal del Monte, con il nome di Giulio III, nonostante i suoi sforzi per impedirne l'elezione.
Nel frattempo le guerre di religione sconvolgevano l'Europa e in particolare il Sacro Romano Impero. Nel 1556 Filippo II lo mandò a Milano in qualità di luogotenente e governatore del Ducato di Milano. Resse Milano fino al 1558, quando rinunciò alla carica rattristato dall'accusa di peculato rivolta ad alcuni suoi collaboratori amministrativi.
Nel 1561 Pio IV lo nominò Legato nella Marca Anconitana e in seguito governatore di Spoleto. Nel 1567, rinunciò definitivamente al Principato trentino in favore del nipote, il cardinale Ludovico Madruzzo.
Morì il 5 luglio 1578, giorno del suo 66º genetliaco, a Tivoli, per un ictus. La salma di Cristoforo venne tumulata nella cappella Madruzzo della chiesa di Sant'Onofrio a Roma.
Membri della famiglia Madruzzo (Cristoforo, Ludovico, Carlo Gaudenzio e Carlo Emanuele) reggeranno il Principato vescovile di Trento per più di un secolo.

## Genealogia episcopale e successione apostolica
La genealogia episcopale è:
- Cardinale Ennio Filonardi
- Vescovo Paul Ziegler von Ziegelberg
- Vescovo Christoph Fuchs von Fuchsberg
- Cardinale Cristoforo Madruzzo

La successione apostolica è:
- Vescovo Giovanni Francesco Rossi (1546)

## Ascendenza
|                                          |                           |                              | Genitori                       |  |  | Nonni |  |  | Bisnonni                         |  |  | Trisnonni                           |  |
|                                          |                           |                              |                                |  |  |       |  |  | Giovanni, VI signore di Madruzzo |  |  | Guglielmo II, V signore di Madruzzo |  |
|                                          |                           |                              |                                |  |  |       |  |  | Giovanni, VI signore di Madruzzo |  |  | Guglielmo II, V signore di Madruzzo |  |
|                                          |                           | Nicolina de Rallo            |                                |  |  |       |  |  | Giovanni, VI signore di Madruzzo |  |  |                                     |  |
| Federico II, VII signore di Madruzzo     |                           |                              |                                |  |  |       |  |  | Giovanni, VI signore di Madruzzo |  |  |                                     |  |
|                                          |                           | Ballina d'Ars                | Marco, signore d'Ars           |  |  |       |  |  |                                  |  |  |                                     |  |
|                                          |                           | Ballina d'Ars                | Marco, signore d'Ars           |  |  |       |  |  |                                  |  |  |                                     |  |
|                                          |                           | Ballina d'Ars                | …                              |  |  |       |  |  |                                  |  |  |                                     |  |
| Giovanni Gaudenzio, I barone di Madruzzo |                           | Ballina d'Ars                |                                |  |  |       |  |  |                                  |  |  |                                     |  |
|                                          |                           | Jakob von Thun               | Sigismund von Thun             |  |  |       |  |  |                                  |  |  |                                     |  |
|                                          |                           | Jakob von Thun               | Sigismund von Thun             |  |  |       |  |  |                                  |  |  |                                     |  |
|                                          |                           | Jakob von Thun               | Anna Ursula von Caldes         |  |  |       |  |  |                                  |  |  |                                     |  |
| Ursula von Thun                          |                           | Jakob von Thun               |                                |  |  |       |  |  |                                  |  |  |                                     |  |
|                                          |                           | Katharina von Schlandsberg   | …                              |  |  |       |  |  |                                  |  |  |                                     |  |
|                                          |                           | Katharina von Schlandsberg   | …                              |  |  |       |  |  |                                  |  |  |                                     |  |
|                                          |                           | Katharina von Schlandsberg   | …                              |  |  |       |  |  |                                  |  |  |                                     |  |
| Cristoforo Madruzzo                      |                           | Katharina von Schlandsberg   |                                |  |  |       |  |  |                                  |  |  |                                     |  |
|                                          | Ludwig II von Sparrenberg | Matthias von Sparrenberg     |                                |  |  |       |  |  |                                  |  |  |                                     |  |
|                                          | Ludwig II von Sparrenberg | Matthias von Sparrenberg     |                                |  |  |       |  |  |                                  |  |  |                                     |  |
|                                          | Ludwig II von Sparrenberg | Barbara Vintler von Plaetsch |                                |  |  |       |  |  |                                  |  |  |                                     |  |
| Ritter Christoph von Sparrenberg         | Ludwig II von Sparrenberg |                              |                                |  |  |       |  |  |                                  |  |  |                                     |  |
|                                          |                           | Anastasia von Wolkenstein    | …                              |  |  |       |  |  |                                  |  |  |                                     |  |
|                                          |                           | Anastasia von Wolkenstein    | …                              |  |  |       |  |  |                                  |  |  |                                     |  |
|                                          |                           | Anastasia von Wolkenstein    | …                              |  |  |       |  |  |                                  |  |  |                                     |  |
| Euphemia von Sparrenberg                 |                           | Anastasia von Wolkenstein    |                                |  |  |       |  |  |                                  |  |  |                                     |  |
|                                          |                           | Heinrich Fuchs von Fuchsberg | Cyprian Fuchs von Fuchsberg    |  |  |       |  |  |                                  |  |  |                                     |  |
|                                          |                           | Heinrich Fuchs von Fuchsberg | Cyprian Fuchs von Fuchsberg    |  |  |       |  |  |                                  |  |  |                                     |  |
|                                          |                           | Heinrich Fuchs von Fuchsberg | Margaretha Khuen von Belasi    |  |  |       |  |  |                                  |  |  |                                     |  |
| Helena Fuchs von Fuchsberg               |                           | Heinrich Fuchs von Fuchsberg |                                |  |  |       |  |  |                                  |  |  |                                     |  |
|                                          |                           | Barbara von Mareit           | Johann von Mareit              |  |  |       |  |  |                                  |  |  |                                     |  |
|                                          |                           | Barbara von Mareit           | Johann von Mareit              |  |  |       |  |  |                                  |  |  |                                     |  |
|                                          |                           | Barbara von Mareit           | Margareth Vintler von Plaetsch |  |  |       |  |  |                                  |  |  |                                     |  |
|                                          |                           | Barbara von Mareit           |                                |  |  |       |  |  |                                  |  |  |                                     |  |